# Глазунов, Андрей Кондратьевич
Андрей Кондратьевич Глазунов (? — 11 (23) марта 1846, Икогмют, Русская Америка) — моряк и путешественник, исследователь Аляски. Изучал ранее неизведанные районы Юкона и Кускоквима, одним из первых описал гору Мак-Кинли (Денали).

## Биография
Креол (сын русского крестьянина из Иркутска и алеутки), морскому делу обучился в колониях. В 1826 году пошёл на службу Российско-американской компании, в 1830—1832 годах на судах «Чичагов», «Охотск» и «Уруп» плавал от Берингова пролива до Калифорнии.
Руководил экспедицией, которая изучала внутренние районы Аляски. В ходе неё открыт до того неизвестный путь из Михайловского редута на Юкон, также выяснено, что нет прямой связи между русскими поселениями в долине Кускоквима и Николаевским редутом в заливе Кука.
В феврале 1834 года, находясь в устье речки Стони-Ривер (Тхальхук) в среднем течении Кускоквима, наблюдал высокую гору, которую записал как «Тенада»: по-видимому, от её названия Dengadh [deŋaðə] на языке дег-хитан. Языковед Джеймс Кари полагает, что это первое письменное описание Мак-Кинли (Денали), затем оказавшейся самой высокой горой Северной Америки. И «Тенада» с карты Врангеля 1839 года, вероятно, самое ранее зафиксированное название горы.
В 1834 году описал низовья Юкона и его дельту.
В 1835—1837 годах совершил очередную экспедицию. Поднялся вверх по Юкону, перебрался на Кускоквим, изучал низовья этих рек и с большими трудностями вернулся обратно. В 1836 году основал пост в индейском селении Икогмют на Юконе. В 1842 году был назначен туда байдарщиком, где позже и умер 11 (23) марта 1846 года.
Джеймс Кари пишет, что, вероятно, Глазунов знал алютикский язык и владел грамотой на русском языке. По указанию Врангеля он официально документировал до этого неисследованные территории Юкона и Кускоквима. Названия объектов из журнала есть на карте Врангеля 1839 года, которая «считалась лучшей картой юга центральной части Аляски того времени».